# Irmãos Fåglum

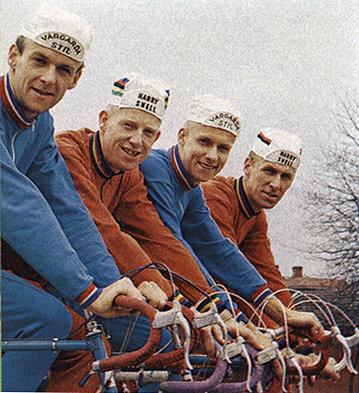
Irmãos Fåglum em 1967

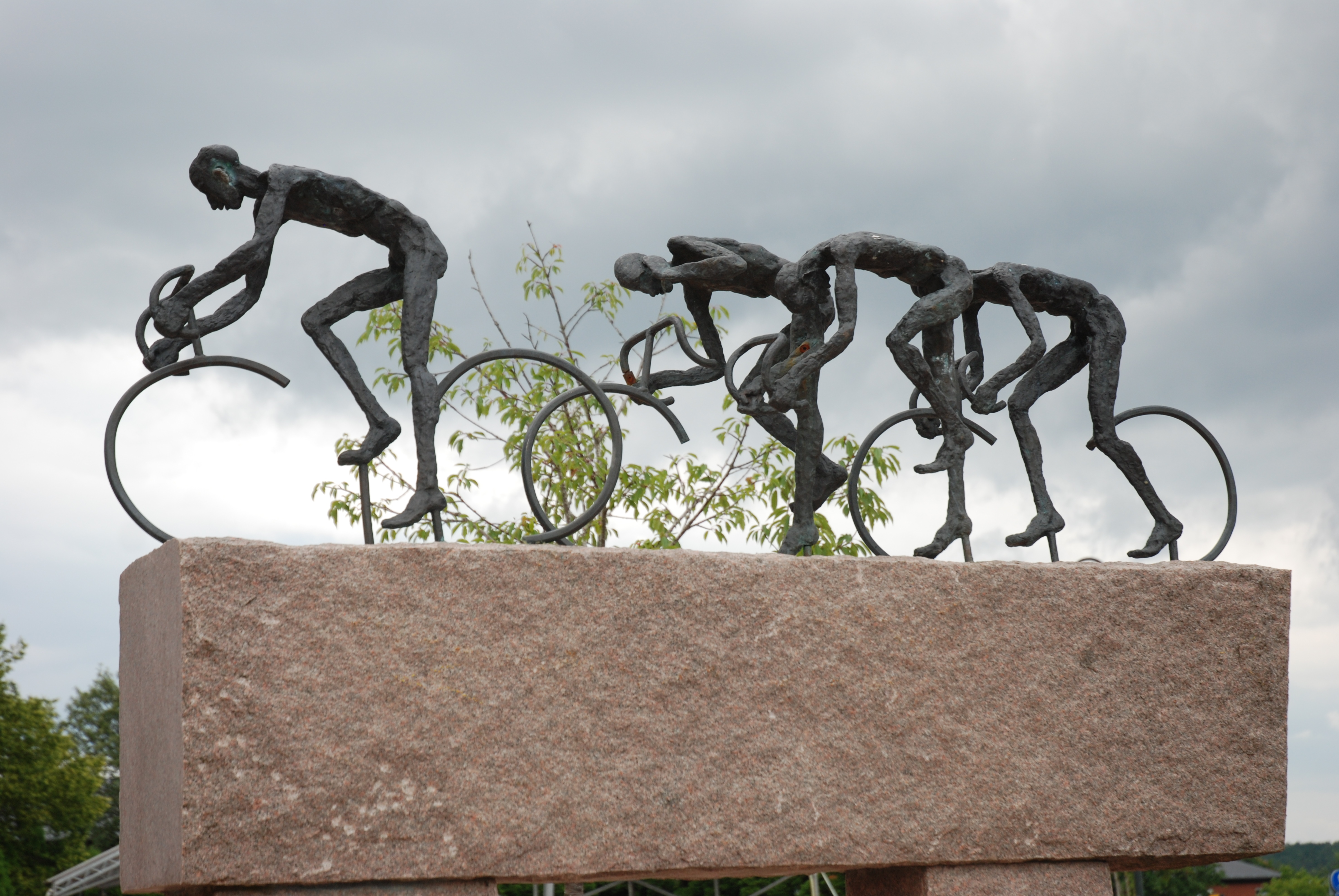
Irmãos Fåglum (Vårgårda)

Os irmãos Fåglum (em sueco: Bröderna Fåglum) foram quatro irmãos ciclistas suecos - Erik, Gösta, Sture e Tomas – naturais da pequena localidade de Fåglum, na província da Västergötland.                                                                                                

Os quatro irmãos conquistaram pela Suécia o título mundial de contrarrelógio por equipes (em 1967, 1968 e 1969) e uma medalha de prata nos Jogos Olímpicos de Verão de 1968 na Cidade do México. Individualmente, Gösta Pettersson venceu a Volta a Itália em 1971.

Na Suécia, foram premiados em 1967 com a Medalha de Ouro do Svenska Dagbladet, atribuída pelo jornal Svenska Dagbladet ao desportista ou equipa sueca que tenha obtido o resultado desportivo mais significativo do ano.